# 杜梅山
64°51′S 63°34′W / 64.850°S 63.567°W
杜梅山是南極洲的山峰，位於帕默群島的杜默島，海拔高度515米，由讓-巴蒂斯特·夏古率領的法國探險隊繪入地圖，現時由南極條約體系管理。